# Santa Susanna (kommunhuvudort)
Santa Susanna är en kommunhuvudort i Spanien.   Den ligger i provinsen Província de Barcelona och regionen Katalonien, i den östra delen av landet, 500 km öster om huvudstaden Madrid. Santa Susanna ligger 4 meter över havet och antalet invånare är 3 019.
Terrängen runt Santa Susanna är platt åt nordost, men åt nordväst är den kuperad. Havet är nära Santa Susanna åt sydost.  Närmaste större samhälle är Pineda de Mar, 2,4 km väster om Santa Susanna. 